# Loggins and Messina
Loggins and Messina était un duo musical américain composé de Kenny Loggins et Jim Messina qui a connu le succès dans les années 1970. Parmi leurs chansons bien connues figurent Danny's Song, House at Pooh Corner et Your Mama Don't Dance. Après avoir vendu plus de seize millions de disques et être devenu l'un des principaux duos musicaux des années 1970, Loggins et Messina se sont séparés en 1976. Bien que Messina ne connaisse qu'une popularité limitée après la séparation, Loggins connut plus de succès dans les années 1980. En 2005 et à nouveau en 2009, Loggins and Messina se sont retrouvés pour des tournées aux États-Unis.

## Histoire du groupe

### Carrière initiale 1971-1976
Jim Messina, anciennement de Buffalo Springfield et Poco, travaillait en tant que producteur de disques indépendant pour Columbia Records en 1970 lorsqu'il rencontra Kenny Loggins, un chanteur/compositeur et guitariste peu connu qui avait signé avec ABC-Dunhill en tant que compositeur.
Les deux ont enregistré un certain nombre de compositions de Kenny Loggins dans le salon de la maison de Messina. Lorsque Columbia a signé un contrat de six albums à Loggins (avec l’aide de Messina), l’enregistrement a commencé pour le premier album de Kenny Loggins, avec pour producteur Jim Messina. À l'origine, Jim avait l'intention de présenter l'album sous le nom de Kenny Loggins uniquement pour aider à  présenter cet inconnu aux auditoires bien établis de Buffalo Springfield et Poco. Mais à la fin de l’enregistrement, Messina avait tellement contribué à l’écriture — en termes de compositions, d’arrangements, d’instrumentation et de chant — qu’un duo « accidentel » était né.
Leur premier album paraît en novembre 1971 sous le nom de Kenny Loggins & Jim Messina Sittin' In. Le premier single de l'album, Vahevala (ou Vahevella ou Vaheevella), au parfum caribéen, a rencontré le top 3 du succès de la WCFL de Chicago le 18 mai 1972. Vahevala et Nobody But You ont tous deux atteint le Hot 100. Bien que l'album soit d'abord passé inaperçu à la radio, il a finalement gagné du terrain à l'automne 1972, en particulier sur les campus universitaires, où ils ont fait de nombreuses tournées. Les harmonies du duo se sont si bien intégrées que ce qui a commencé comme un album unique est devenu une entité à part entière. Les spectateurs considéraient le couple comme un véritable duo plutôt que comme un acte solo avec un producteur bien connu. Au lieu de continuer à produire Loggins en tant qu'interprète unique, ils ont décidé d'enregistrer en tant que duo — Loggins & Messina.
« Quand notre premier album, Sittin 'In, est sorti, nous avons commencé à recevoir beaucoup d'enthousiasme pour la musique et de bonnes ventes », a rappelé Messina en 2005. « Nous avions le choix. C'était soit de continuer, mais de continuer pour le produire et faire la carrière solo ou rester ensemble et laisser ce travail fonctionner. Pour moi, je ne souhaitais pas repartir en tournée. J'en avais assez de cela et je voulais produire des disques. Mais Clive Davis (alors président de la maison de disques) intervint et dit : « Vous savez, je pense que vous commettriez une erreur si vous ne profitiez pas de cette occasion. Des choses comme celle-ci ne se produisent qu'une fois dans une vie. Cela peut vous valoir le droit de dormir du jour au lendemain et prendre une décision qui sera dans votre intérêt. » Kenny a également pris la décision. Cela a retardé sa carrière solo, mais cela lui a donné la possibilité, je pense, d'en avoir une. »
Messina a réuni le Kenny Loggins Band en convoquant de vieux amis, le bassiste Larry Sims et le batteur Merel Bregante, anciennement du  Sunshine Company, le multi-instrumentiste Jon Clarke et le violoniste Al Garth. Le célèbre claviériste, auteur-compositeur et producteur de disques, gagnant de Grammy, Michael Omartian a joué sur le premier album, mais ne les a pas rejoints lors de la tournée, bien qu'il ait joué des claviers sur les deuxième et troisième albums. Le percussionniste de session basé à Los Angeles, Milt Holland, a joué sur chacun des albums de studio du duo, mais comme Omartian, il n'a pas tourné avec eux non plus.
Au cours des quatre années suivantes, ils produisirent cinq autres albums originaux, plus un album de reprises d'autres artistes et deux albums live. Ils ont vendu 16 millions d'albums et constituaient le duo le plus réussi du début des années 1970, dépassé plus tard dans la décennie par Hall and Oates uniquement. Ils ont classé trois singles du top 20 des deuxième et troisième albums : Your Mama Don't Dance (#4), Thinking of You (#18) et My Music (#16). Leur travail a été repris par d’autres artistes de premier plan, notamment Lynn Anderson, qui a enregistré Listen to a Country Song en 1972 et est classé 3e au classement, et Anne Murray, qui a atteint le top dix américain avec Danny's Song au début de 1973 et le top 20 américain avec A Love Song au début de 1974. Un album des plus grands succès, The Best of Friends, est sorti un an après la séparation du duo. Les derniers albums de studio trouvaient souvent à la fois Loggins et Messina davantage comme deux artistes solos partageant le même disque que comme un véritable partenariat. Comme le notent Loggins et Messina en 2005, leur collaboration est finalement devenue davantage une compétition.
Jamais vraiment une équipe de véritables égaux en raison de la nature « enseignant / apprenti » de leurs niveaux d'expérience musicale, le duo s'était séparé début 1976 pour se lancer dans leur carrière solo après la sortie de Native Sons. Avant la dernière tournée du duo, Loggins s'est accidentellement coupé la main avec un couteau tout en pratiquant son loisir de sculpteur sur bois à la maison, ce qui avait nécessité une intervention chirurgicale et l'avait empêché de jouer de la guitare pendant la plus grande partie de leur dernière tournée. Après un dernier concert à Hawaï, le duo se sépare et chacun poursuit sa carrière solo. Si Jim Messina n'a pu trouver le succès en solo, Kenny Loggins lui est devenu l’un des plus grands producteurs de tubes à succès des années 1980. En 1978, Kenny Loggins enregistre une chanson avec Stevie Nicks du groupe Fleetwood Mac, intitulée Whenever I Call You Friend qu'il a écrite avec Melissa Manchester et qui est parue sur son album Nightwatch. Cette chanson parue aussi en single a atteint la cinquième position du top 20 en 1978. En 1982, il enregistre Don't Fight It avec Steve Perry du groupe Journey, et qui parait sur l'album de Kenny High Adventure la même année. Si elle plafonne à la dix-septième position du top 100, elle est tout de même nommée aux Grammy Awards, dans la catégorie meilleure prestation vocale d'un duo ou groupe. Et en 1983, Kenny connait un très grand succès avec la chanson thème du film de Herbert Ross Footloose.
Un côté intéressant de la musique de Loggins & Messina, alors que beaucoup de chansons de l’époque se terminaient avec un fondu enchaîné, la plupart de leurs chansons avaient une fin abrupte, ajoutant au son distinctif du duo.

### Réunion
Les deux hommes se sont réunis en 2005 pour choisir les chansons d'un album de compilation élargi composé de singles et de pièces de leurs albums passés, The Best: Sittin 'In Again, qui eut suffisamment de succès pour se lancer en tournée ensemble. Leur tournée réussie Sittin 'In Again a été lancée au milieu de 2005 et a joué le reste de l'année. Ils ont également sorti un album cette année-là. « On en parlait tous les deux ans, mais je m'amusais trop en tant qu'artiste solo », a déclaré Loggins cet été. « C'était très enrichissant pour moi et je n'étais pas prêt à partager les rênes. Il me restait encore beaucoup de choses à faire par moi-même, pour me prouver et pour m'exprimer, d'une manière qui n'aurait pas sa place avec Loggins & Messina. »
Les deux ont eu le plaisir d'envisager les projets futurs du duo. Ils ont également effectué une tournée en 2009. « Comme la plupart des relations, nous étions à un moment donné », a déclaré Loggins. « C’est vraiment amusant de pouvoir célébrer cela en arrière et de s’honorer mutuellement en tant qu’hommes adultes, comme nous ne l’avions jamais fait à l’époque. Nous étions jeunes et compétitifs et nous ne savions pas que c’était pas le cas. Et nécessairement pour obtenir votre chemin, mais vous n'apprenez que si vous grandissez. »
Leur groupe de soutien a changé d’album en album, avec les membres principaux listés ci-dessous. De nombreux albums mettaient en vedette des membres qui étaient bien connus en tant que tels ; John Townsend et Ed Sanford, plus tard membres du groupe Sanford-Townsend (Smoke from a Distant Fire), ont contribué au chant et à l'écriture de chansons à Native Sons, leur dernier album studio.

## Membres
- Kenny Loggins - chant, guitare rythmique, guitare acoustique, harmonica
- Jim Messina - chant, guitare principale, guitare acoustique, mandoline, dobro

Personnel de soutien
- Rusty Young - dobro
- Richard Greene - violon, mandoline, mandocello
- Larry Sims - basse, chœurs † 2014
- David Paich - claviers
- Michel Rubini - claviers
- Michael Omartian - claviers, percussions et concertina
- Dave Wallace - synthétiseur
- Vince Denham - flûte, clarinette basse, saxophone alto, saxophone soprano et saxophone ténor
- Don Roberts - clarinette, flûte alto, saxophone alto, saxophone baryton, saxophone soprano et saxophone ténor
- Al Garth - saxophone ténor, saxophone alto, clarinette basse, violon, flûte à bec, alto, percussion, batterie, chœurs
- Jon Clarke - saxophone baryton, cor anglais, flûte, saxophone ténor, saxophone soprano, saxophone basse, clarinette basse, flûte à bec, flûte basse, hautbois, batterie et percussions † 2005
- Merel Bregante - batterie, percussions, timbales, chœurs
- Vince Charles - steel drums
- Milt Holland - percussions † 2005
- Victor Feldman - percussions
- Steve Forman - percussions, vibraphone

## Discographie

### Compilations
- 1976 : The Best of Friends
- 1980 : The Best of Loggins & Messina
- 2005 : The Best: Sittin' in Again